# Cordelia (personaje)
Cordelia es un personaje de ficción de la obra de teatro El rey Lear, de William Shakespeare.

## Argumento
La obra empieza cuando el anciano Lear, rey de Bretaña pide a sus hijas que le digan quién de ellas lo ama más, para saber cómo repartirles su reino. Cordelia, ofendida por la hipocresía de sus hermanas, contesta que ama a su padre «tanto como debe, ni más ni menos» (according to my bond, no more, no less). 
Ofendido por lo que cree es una falta de cariño, el rey deshereda a Cordelia, repartiendo su reino a sus otras dos hijas. A partir de este momento, parece haber un cierto desequilibro en el reino, que se manifiesta en la historia paralela donde otro patriarca, el conde de Gloucester, deshereda a su hijo Edgardo por las mentiras de su hermano bastardo Edmundo.
Cordelia se casa con el rey de Francia, y regresa sólo al final de la obra para reconciliarse con su padre, vuelto demente, y devolverle el reino que sus hijas han usurpado.
Aunque Cordelia desaparece durante casi toda la obra, permanece simbólicamente presente. El conde de Kent, que sigue a Lear secretamente para protegerlo, mantiene contacto con ella a través de un caballero, acelerando el ataque de Francia a Bretaña para restaurar a Lear en el trono de Inglaterra.
La locura de Lear, de hecho, se da ante el escándalo del rey ante el desprecio de sus dos hijas mayores y ante el dolor de haber perdido a su hija, a la que él ha ofendido y tratado injustamente. Sin embargo, Cordelia acepta a su padre cariñosamente y restaura su cordura, solo para morir dos escenas más tarde por orden de su hermana Gonerilda y de Edmundo. 
Lear muere con ella en sus brazos, dejando el reino devastado.

## Interpretaciones
El personaje de Cordelia ha sido considerado como uno de los más trágicos de Shakespeare. Bloom la llama "la más trágica de todas las tragedias". El personaje de Cordelia ha sido interpretado por diversos críticos. Usualmente ha sido tratada por la crítica feminista como una representación de la represión femenina por parte de los hombres. Incluso es representada como objeto del deseo incestuoso de su padre, afirmación que también fue tomada por Sigmund Freud en su ensayo "El problema de la elección del cofre". Críticos literarios como Harold Bloom han refutado esta afirmación, argumentando este último que "Lear parece incapaz de reprimir cualquier cosa", basándose en el carácter apasionado y salvaje del rey.[cita requerida]
El final ha sido interpretado de diversas maneras. Harold Bloom comenta que "para los que creen en la justicia divina esta obra puede resultar ofensiva". El crítico inglés Samuel Johson comentaba, en su prefacio a Shakespeare, que no pudo leer la obra durante muchos años, profundamente afectado con la muerte de Cordelia. "Shakespeare parece escribir sin ninguna preocupación moral", comentaba Johson, tomando en cuenta que Cordelia, que es tratada como la imagen de la esperanza y de la salvación, aparece solamente para dar un reposo momentáneo a su padre, lo cual carece al final de todo significado, porque el rey muere y el estado queda igualmente devastado. Durante muchos años, el final de la obra fue representado en escena de manera diferente, en la que Cordelia sobrevivía y se casaba con Edgardo, lo cual es quitarle a la obra gran parte de su grandeza, como argumentan Harold Bloom y Samuel Johson, quien, pese a ello, comenta que es mucho más apropiado para el escenario, y quien se regocijaba con ello.
Entre las actrices que la han interpretado se destaca Brenda Blethyn en una versión televisiva de la tragedia. Se desconoce el nombre del actor que la interpretaba en los tiempos de Shakespeare (en que las mujeres no podían participar), aunque algunos estudiosos sugieren que fuera interpretada por el mismo actor que interpretaba al bufón, que no aparece en ninguna escena junto a la heroína. Desde entonces, en la tradición interpretativa de Cordelia, es usual que las actrices tomen a su cargo este doble papel, aunque esto no ocurre siempre.